# Фентезі & Сайнс фікшн
Фентезі & сайнс фікшн (англ. Fantasy & Science Fiction, укр. дослівно: Фентезі та наукова фантастика) — американський журнал, одне з найстаріших періодичних видань у жанрі фантастики з тих, що існують досі.

## Історія
У 1949 році критик і письменник Вільям Бучер разом з Френсісом Мак-Комасом запропонував видавництву Mystery House журнал «The Magazine of Fantasy». Журнал задумувався як видання «містерії» — фентезійних трилерів, жахів, детективів. Бучер і Мак-Комас носилися з цією ідеєю чотири роки, оббиваючи пороги видавців, поки їм не посміхнулася удача. Перший номер журналу, який побачив світ у жовтні 1949-го, вийшов 70-тисячним тиражем. І буквально відразу ж Бучер вирішив різко змінити орієнтацію свого дітища, вже з другого номера розширивши тематику і помінявши назву на «The Magazine of Fantasy & Science Fiction». Трохи згодом шефство над журналом взяло видавництво Fantasy House — втім, обидва видавця були лише філіями більш великої фірми Lawrence Spivak's Mercury Press.
Опіка солідного видавця дозволила забезпечити пристойні гонорари, що допомогло з самого початку залучити відомих авторів — Теодора Старджона, Рея Бредбері, Деймона Найта, Кріса Невілла, Лайона Спрега де Кампа. З'являлися й талановиті новачки — наприклад, вже у третьому випуску дебютував Річард Метісон. Надалі на сторінках журналу відзначилися майже всі знамениті англомовні фантасти. З 1952 року під патронажем журналу виходять антології повістей і оповідань, які побачили світ у цьому виданні. Значний внесок у популяризацію журналу вніс Вільям Бучер — його передмови відзначалися дотепністю, що приваблювало читачів не менше, ніж інша белетристика. Траплялися часи, коли тираж «F & SF» досягав 200 тисяч.
Спочатку журнал був типовим фантастичним журналом того часу, фактично альманахом художніх текстів. Втім, вже з другого номера Бучер і Мак-Комас відкрили рубрику «Рекомендовано до читання», де з чималою дотепністю висловлювалися з приводу новинок жанрового книжкового ринку. Потроху в журналі з'являлося все більше публіцистики. Мав успіх цикл нарисів про американський фендом, написаний у середині 1950-х майстром жахів Робертом Блохом. З 1958 по 1992 рік у журналі регулярно з'являлися науково-популярні огляди Айзека Азімова — останній був надиктований великим фантастом всього за два місяці до смерті. Справу Азімова з популяризації науки продовжили Теодор Томас, Грегорі Бенфорд і Пет Мерфі. Книжкові огляди писали Альфред Бестер, Деймон Найт, Ейв Девідсон, Джеймс Бліш, Джон Клют, нині це роблять Чарльз де Лінт, Орсон Скотт Кард, Елізабет Генд. До 1973 року спеціальну гумористичну рубрику вів Реджинальд Бретнор, зараз цим займається Пол Ді Філіппо. Публікуються огляди фантастичного кіно — серед критиків виділяються Гарлан Еллісон і Лусіус Шепард. Вже багато років жоден номер журналу не обходиться без інтерв'ю з письменниками, режисерами, художниками, редакторами. Є спеціальна колонка «Це цікаво», у якій відомі фантасти складають різні кумедні класифікації і списки.
Редакційна політика журналу протягом усього існування видання, спиралася переважно на повісті й оповідання. Журнал отримав популярність завдяки наближенню видання до існуючих в той час стандартів американських літературних журналів, які різко відрізнялися від науково-фантастичних видань: змінений формат, елегантніші тексти, а також відмова від внутрішніх ілюстрацій. У журналі, поряд з авторами-фантастами, публікувалися і легкі гумористичні розповіді таких відомих авторів як: Роберт Грейвз (Robert Graves), Ерік Лінклейтер (Eric Linklater), Роберт Нейтен (Robert Nathan), Роберт Луїс Стівенсон (Robert Louis Stevenson), Джеймс Турбер (James Thurber), Оскар Вайльд (Oscar Wilde), Пелем Ґренвіль Вудхауз (P. G. Wodehouse).
Дуже нечисленні романи (а також серії) публікувалися в цьому виданні у вельми урізаному вигляді, як, наприклад «Дарую вам свято» Ворда Мура (Ward Moore), "Місяць-пустунець" Альгіса Будріса (Algis Budrys) та «Зоряна піхота» Роберта Гайнлайна (Robert A. Heinlein). Саме тут з'явилися такі цикли, як «Люди» (People) Зенни Гендерсон (Zenna Henderson), «Джон — менестрель» (John the Ballad Singer) Менлі Вейда Веллмана (Manly Wade Wellman), «Патруль часу» (Time Patrol) Пола Андерсона (Poul Anderson), «Тато Шіммелхорн» (Papa Schimmelhorn) Реджинальда Бретнора (Reginald Bretnor).
Починаючи з 1962 року журнал почав практикувати спеціальні випуски, повністю присвячені якому-небудь з відомих фантастів. Перший такий номер був присвячений Теодору Стерджону (англ. Theodore Sturgeon) (вересень 1962). Потім були номери присвячені Рею Бредбері (англ. Ray Bradbury) (травень 1963), Айзеку Азімову (англ. Isaac Asimov) (жовтень 1966), Фріцу Лайберу (англ. Fritz Leiber) (липень 1969), Полу Ендерсону (англ. Poul Anderson) (квітень 1971), Джеймсу Блішу (англ. James Blish) (квітень 1972), Фредерику Полу (англ. Frederik Pohl) вересень 1973, Роберту Сілвербергу (англ. Robert Silverberg) (квітень 1974), Гарлану Еллісону (англ. Harlan Ellison) (липень 1977), Стівену Кінгу (англ. Stephen King) (грудень 1990) і т. д.
З часом видання змінювало не тільки свій зміст, але і формат. Будучи спочатку щоквартальним, вже у 1952 році «F & SF» став виходити щомісяця (з 2009-го з метою економії випускається раз на два місяці). А в жовтні 1987 року журнал отримав нинішню назву — «Fantasy & Science Fiction». Змінювалися і редактори, і видавець. Маккомас пішов у 1954-му, Бучер залишив пост чотири роки по тому. З червня 1997-го по сьогодні журнал очолює Гордон ван Гелдер. З 2001 року «F & SF» випускає видавництво Spilogale, Inc.

## Редактори
- Ентоні Бучер (англ. Anthony Boucher) і Дж. Френсіс Маккомас (англ. J. Francis McComas) — осінь 1949 — серпень 1954
- Ентоні Бучер (англ. Anthony Boucher) — вересень 1954 — серпень 1958;
- Роберт П. Майллз (англ. Robert P. Mills) — вересень 1958 — березень 1962;
- Аврам Девідсон (англ. Avram Davidson) — квітень 1962 — листопад 1964;
- Джозеф У. Ферман (англ. Joseph W. Ferman) — грудень 1964 — грудень 1965;
- Едвард Л. Ферман (англ. Edward L. Ferman) — січень 1966 — червень 1991;
- Крістін Кетрін Раш (англ. Kristine Kathryn Rusch) — липень 1991 — травень 1997;
- Гордон Ван Гелдер (англ. Gordon Van Gelder) — з червня 1997.

## Нагороди
- 1958 — «Премія Г'юґо» в категорії «найкращий журнал»;
- 1959 — «Хьюго» в категорії «найкращий журнал»;
- 1960 — «Хьюго» в категорії «найкращий журнал»;
- 1963 — «Хьюго» в категорії «найкращий журнал»;
- 1969 — «Хьюго» в категорії «найкращий журнал»;
- 1970 — «Хьюго» в категорії «найкращий журнал»;
- 1971 — «Хьюго» в категорії «найкращий журнал»;
- 1972 — «Хьюго» в категорії «найкращий журнал»;
- 1981 — «Хьюго» в категорії «найкращий редактор» — Едвард Л. Ферман (Edward L. Ferman);
- 1982 — «Хьюго» в категорії «найкращий редактор» — Едвард Л. Ферман (Edward L. Ferman);
- 1983 — «Хьюго» в категорії «найкращий редактор» — Едвард Л. Ферман (Edward L. Ferman);
- 1994 — «Хьюго» в категорії «найкращий редактор» — Крістін Кетрін Раш (Kristine Kathryn Rusch)